# Linux Foundation
Linux Foundation (LF) je neziskové technologické konsorcium založené za účelem podpory rozvoje Linuxu.
Společnost byla založena v roce 2007 sloučením Open Source Development Labs (OSDL) a Free Standards Group (FSG). Linux Foundation podporuje práci zakladatele Linuxu, Linuse Torvaldse. Je podporována předními linuxovými a open source firmami a vývojáři z celého světa.
Linux Foundation podporuje, chrání a standardizuje Linux tím, že „poskytuje komplexní soubor služeb, které účinně konkurují uzavřeným platformám.“

## Podpora Linuxu
Linux Foundation slouží jako neutrální mluvčí Linuxu a vytváří originální obsah, který propaguje srozumitelnost platformy Linux. Zároveň také podporuje inovace tím, že je hostitelem společných setkání napříč Linuxovou komunitou, vývojáři aplikací, průmyslem a koncovými uživateli při řešení naléhavých problémů, kterým Linux čelí. Prostřednictvím programů Linux Foundation, koncoví uživatelé, vývojáři a průmyslové subjekty spolupracují na technických, právních a propagačních otázkách týkajících se Linuxu.

## Ochrana Linuxu
Proto, aby tvůrce Linuxu Linus Torvalds a další klíčoví vývojáři neztratili nezávislost, sponzoruje je Linux Foundation tak, že mohou na plný úvazek pracovat na zlepšování Linuxu. Linux Foundation také spravuje ochrannou známku, nabízí vývojářům právní ochranu duševního vlastnictví, a koordinuje v odvětví a komunitě právní spolupráci a vzdělávání.

## Zlepšování Linuxu
Linux Foundation nabízí vývojářům aplikací standardizované služby a podporu, která dělá Linux atraktivním cílem pro zvýšení jejich pracovního úsilí. Mezi ně paří: Linux Standard Base (LSB) a Linux Developer Network.
Linux Foundation podporuje Linuxovou komunitu tím, že jí nabízí technické informace a vzdělání prostřednictvím svých každoročních akcí. Jako jsou například Linux Collaboration Summit, Linux Kernel Summit a rámcový LinuxCon, akci která se konala v září roku 2009.
Linux Foundation také poskytuje služby pro klíčové oblasti linuxové komunity, včetně open source developer travel fondu a další administrativní pomoci. Prostřednictvím svých pracovních skupin, mohou jejich členové a vývojáři spolupracovat na klíčových technických oblastech.
K dispozici je vývojářům také tréninkový program, který není závislí na prodejích a je technicky vyspělý. Tento program se stal skutečným lídrem v Linuxové vývojářské komunitě.

## Linux.com
3. března 2009, Linux Foundation oznámila, že přebírá správu webové domény Linux.com od jejích předchozích majitelů, společnosti SourceForge, Inc.
Webová doména byla znovu spuštěna 13. května 2009, posunula se od svého předchozího vtělení, zpravodajského webu, a stala se centrálním zdrojem nových informací o softwaru, dokumentaci a odpovědí napříč servery. Její součástí je také Linuxový software a hardware adresář.
Stejně jako Linux sám, i Linux.com spoléhá na komunitu při tvorbě a řízení obsahu webové stránky i konverzaci na ní probíhající.

## Linux Video
Linux Foundation je hostitelem významného fóra Linux video, kde mohou uživatelé a vývojáři vytvářet a sdílet Linuxové video tutoriály. Tento web obsahuje také videa z minulých akcí Linux Foundation, stejně jako z dalších fór. Je to také domovská webová stránka každoroční Linux Foundation Video Contest.

## MeeGo
Od září roku 2011 Linux Foundation řídí a spravuje jen jediný open-source projekt mobilního operačního systému, MeeGo.
V roce 2010, kdy Intel a Nokia společně oznámily, že spojí své úsilí týkající se Linuxu do nového projektu MeeGo zaměřeného na širší škálu pro hardwarové platformy. Bylo rozhodnuto, že Linux Foundation bude hostovat MeeGo. MeeGo je fúzí projektů Moblin (Intel) a Maemo (Nokia).

## Korporátní členové
Od konce července roku 2011 má Linux Foundation více než 100 korporátních členů, kteří se identifikují s jejími ideály a posláním:
- Platinové členství (12), z nichž každý přispívá ročně částkou 500 000 USD (seřazeno abecedně) AT&T, Cisco Systems, Fujitsu, Hitachi, Huawei, IBM, Intel, Microsoft, NEC, Oracle, Qualcomm Innovation Center a Samsung.
- Zlaté členství (19), z nichž každý přispívá ročně částkou 100 000 USD (seřazeno abecedně) Accenture, Citrix Systems, Doky, Ebay, EMC, Facebook, Google, Mazda, NetApp, Panasonic, PlumGrid, Renesas, Seagate, Suse, NortonLifeLock, Toshiba, Toyota, Verizon Terremark a VMware.
- Stříbrné členství (244), z nichž každý přispívá ročně částkou v rozmezí 5 000 – 20 000 USD (škálovanou dle počtu zaměstnanců), např.: (seřazeno abecedně) Adobe Systems, Advanced Micro Devices, ARM Holdings PLC, Broadcom, Canonical, Dell, DreamWorks Pictures, Igalia SL, LG Electronics, Red Hat, Siemens, Sony, Texas Instruments Tieto, a další.
- Pobočky (5).